# Guvernul Manolache Costache Epureanu (1)
Guvernul Manolache Costache Epureanu (1) a fost un consiliu de miniștri care a guvernat Principatele Unite ale Moldovei și Țării Românești în perioada 20 aprilie - 14 decembrie 1870, al treilea guvern condus de Manolache Costache Epureanu, constituit după lovitura de stat împotriva domnitorului Alexandru Ioan Cuza.

## Componență
- Președintele Consiliului de Miniștri

Manolache Costache Epureanu (20 aprilie - 14 decembrie 1870)
- Ministrul de interne

Manolache Costache Epureanu (20 aprilie - 14 decembrie 1870)
- Ministrul de externe

Petre P. Carp (20 aprilie - 14 decembrie 1870)
- Ministrul finanțelor

Constantin Grădișteanu (20 aprilie - 14 decembrie 1870)
- Ministrul justiției

Alexandru N. Lahovari (20 aprilie - 14 decembrie 1870)
- Ministrul de război

Colonel George Manu (20 aprilie - 14 decembrie 1870)
- Ministrul cultelor și instrucțiunii publice

Vasile Pogor (20 aprilie - 23 mai 1870)
ad-int. Petre P. Carp (23 mai - 24 decembrie 1870)
- Ministrul lucrărilor publice

George Gr. Cantacuzino (20 aprilie - 14 decembrie 1870)

## Articole conexe
- Guvernul Manolache Costache Epureanu (Iași) - 1
- Guvernul Manolache Costache Epureanu (Iași) - 2
- Guvernul Manolache Costache Epureanu (1)
- Guvernul Manolache Costache Epureanu (2)

## Sursă
- Stelian Neagoe - "Istoria guvernelor României de la începuturi - 1859 până în zilele noastre - 1995" (Ed. Machiavelli, București, 1995)

| Precedat(ă) de: Guvernul Alexandru G. Golescu | Guvernul Manolache Costache Epureanu (1) 20 aprilie - 14 decembrie 1870 | Succedat(ă) de: Guvernul Ion Ghica (3) |